# 楽陵影視城
楽陵影視城（英語: Laoling Film Studio）とは中華人民共和国山東省楽陵市にある映画・ドラマ撮影基地、中国華北地域の最も規模が大きい映画村である。２０２４年に起動し、映画「唐探1900」、ドラマ「国色芳華」などが撮影されていた。２０２５年の春節大型連休に観光地として一般公開していた。